# Carcassonne Agglo
Carcassonne Agglo est une communauté d'agglomération française, située dans le département de l'Aude et la région Occitanie.

## Histoire

### 2001: Création de la communauté d'agglomération
- Février 2001: Étude portant sur la préparation opérationnelle de la Communauté d’Agglomération ;
- Mai-Juin 2001: Les Conseils Municipaux des communes appartenant à la première et deuxième couronne de Carcassonne approuvent le principe de la création de l’Agglomération ;
- Septembre 2001:  Création des statuts de l’Agglo ;
- 14 décembre 2001 : Naissance de la Communauté d'agglomération du Carcassonnais qui regroupait alors 16 communes : Berriac, Carcassonne, Caux-et-Sauzens, Cavanac, Cazilhac, Couffoulens, Fontiès d’Aude, Lavalette, Montirat, Palaja, Pennautier, Pezens, Roullens, Trèbes, Villedubert, Villegailhenc, Villemoustaussou

### 2002-2011: La Communauté d'Agglomération du Carcassonnais (CAC)
- Mai 2002 : premier élargissement : quatre communes supplémentaires - Leuc, Mas-des-Cours, Preixan et Rouffiac-d'Aude - rejoignent la communauté dont le nombre de membres passe à 20 ;
- 26 mars 2003 : la Communauté prend en charge l'action sociale en créant le Centre Intercommunal d'Action Sociale (C.I.A.S.).
- Juin 2004 : deuxième élargissement : la commune de Villefloure rejoint l'intercommunalité qui passe à 21 membres ;
- 2009 : la C.A.C. prend en charge deux nouvelles compétences : l'eau et l'assainissement à partir du 1er janvier 2009 puis le Programme de Rénovation Urbaine à compter du 1er avril 2009 ;
- 3 avril 2009 : troisième élargissement : la commune de Montclar intègre la C.A.C. qui passe à 22 membres ;
- 1er janvier 2010 : quatrième élargissement : la commune d'Alairac rejoint la communauté d'agglomération qui passe à 23 communes membres.
- Les compétences de cette dernière s'élargissent à nouveau avec la prise en charge de la Bibliothèque municipale de Carcassonne puis, le 1er avril 2010, avec la gestion de la médiathèque de Rouffiac d’Aude.

### 2011-2012: Le tournant de l'agglomération
- 8 avril 2011 : le conseil d'agglomération décide, à l'occasion du dixième anniversaire de la Communauté d'agglomération du Carcassonnais, de changer son nom - pour prendre celui de Carcassonne Agglo - ainsi que son logo[1]
- Septembre 2011 : le siège de la communauté d'agglomération est déplacée du 47, allée d'Iéna au 1, rue Pierre Germain, dans l'ancien siège d'EDF à Carcassonne
- Janvier 2012 : transfert à l’Agglo de la médiathèque de Trèbes
- Septembre 2012 : prise en charge de la compétence Transport scolaire

### 2013: Le nouveau Carcassonne Agglo
- 1er janvier 2013 : cinquième élargissement de la communauté d'agglomération: 50 nouvelles communes issues du bassin carcassonnais intègrent Carcassonne Agglo (mise en application de la réforme des collectivités territoriales dans le département de l'Aude). De plus, Carcassonne Agglo transmet la compétence traitement et valorisation des déchets ménagers au nouveau syndicat COVALDEM (et de ce fait, le SMICTOM du Carcassonnais ou, Carcassonne Agglo Smictom Déchets ménagers, est dissout par arrêté préfectoral).
- 1er janvier 2017 : À la suite de la dissolution de la communauté de communes du Piémont d'Alaric , les communes de Badens , Barbaira , Blomac , Capendu, Comigne, Douzens, Floure, Marseillette et Monze intègrent Carcassonne Agglo.

## Territoire communautaire

### Géographie
La communauté d'agglomération Carcassonne Agglo est un établissement public de coopération intercommunale (EPCI) situé dans le département de l'Aude, en région Occitanie. Elle regroupe 83 communes, dont Carcassonne, qui en est la ville-centre et le siège administratif. Avec une population totale de 115 931 habitants, Carcassonne représente environ 41 % de l'ensemble, avec 47 854 habitants .
Le territoire de Carcassonne Agglo couvre une superficie de 1 062,2 km² . Il s'étend principalement autour de Carcassonne, englobant des communes situées au nord, à l'est et au sud de la ville. Cette configuration permet d'inclure des zones urbaines, périurbaines et rurales, offrant une diversité de paysages et d'activités économiques.
L'urbanisation de l'agglomération est concentrée autour de Carcassonne, avec des communes périphériques telles que Trèbes, Villemoustaussou et Cazilhac qui jouent un rôle de relais résidentiels et économiques. Le territoire comprend également des zones d'activités industrielles et commerciales, notamment dans les secteurs de Salvaza et de la zone d'activités de Béragne.
Depuis 2020, la Ville de Carcassonne a engagé une révision générale de son Plan Local d'Urbanisme (PLU) pour intégrer les enjeux environnementaux et climatiques, conformément à la loi « Climat et Résilience » . Ce projet d'aménagement vise à encadrer le développement urbain tout en préservant les espaces naturels et agricoles qui caractérisent le territoire.

### Composition
La communauté d'agglomération est composée des 83 communes suivantes :

| Nom                   | Code Insee | Gentilé          | Superficie (km2) | Population (dernière pop. légale) | Densité (hab./km2) |
| --------------------- | ---------- | ---------------- | ---------------- | --------------------------------- | ------------------ |
| Carcassonne (siège)   | 11069      | Carcassonnais    | 65,08            | 46 429 (2022)                     | 713                |
| Aigues-Vives          | 11001      | Aigues-Vivois    | 10,21            | 536 (2022)                        | 52                 |
| Alairac               | 11005      | Alairacois       | 16,37            | 1 389 (2022)                      | 85                 |
| Alzonne               | 11009      | Alzonnois        | 22,38            | 1 590 (2022)                      | 71                 |
| Aragon                | 11011      | Aragonais        | 20,56            | 476 (2022)                        | 23                 |
| Arquettes-en-Val      | 11016      | Arquettois       | 9,31             | 79 (2022)                         | 8,5                |
| Arzens                | 11018      | Arzenais         | 21,11            | 1 196 (2022)                      | 57                 |
| Azille                | 11022      | Azillois         | 23,33            | 1 125 (2022)                      | 48                 |
| Badens                | 11023      | Badenois         | 9,6              | 729 (2022)                        | 76                 |
| Bagnoles              | 11025      | Bagnolois        | 5,63             | 315 (2022)                        | 56                 |
| Barbaira              | 11027      | Barbairanais     | 9,4              | 787 (2022)                        | 84                 |
| Berriac               | 11037      | Berriacais       | 2,67             | 958 (2022)                        | 359                |
| Blomac                | 11042      | Blomacois        | 8,41             | 254 (2022)                        | 30                 |
| Bouilhonnac           | 11043      | Bouilhonnaçois   | 5,71             | 222 (2022)                        | 39                 |
| Cabrespine            | 11056      | Cabrespinois     | 17,56            | 179 (2022)                        | 10                 |
| Capendu               | 11068      | Capenduciens     | 15,12            | 1 461 (2022)                      | 97                 |
| Castans               | 11075      | Castansois       | 17,01            | 127 (2022)                        | 7,5                |
| Caunes-Minervois      | 11081      | Caunois          | 27,84            | 1 571 (2022)                      | 56                 |
| Caunettes-en-Val      | 11083      | Caunettois       | 8,71             | 56 (2022)                         | 6,4                |
| Caux-et-Sauzens       | 11084      | Cauxois          | 9                | 1 013 (2022)                      | 113                |
| Cavanac               | 11085      | Cavanacais       | 8,96             | 1 012 (2022)                      | 113                |
| Cazilhac              | 11088      | Cazilhacois      | 3,83             | 1 637 (2022)                      | 427                |
| Citou                 | 11092      | Citounels        | 17,34            | 99 (2022)                         | 5,7                |
| Comigne               | 11095      | Comignanais      | 9,24             | 329 (2022)                        | 36                 |
| Conques-sur-Orbiel    | 11099      | Conquois         | 25,07            | 2 549 (2022)                      | 102                |
| Couffoulens           | 11102      | Couffoulénois    | 9,47             | 538 (2022)                        | 57                 |
| Douzens               | 11122      | Douzenois        | 14,91            | 780 (2022)                        | 52                 |
| Fajac-en-Val          | 11133      | Fajacois         | 13,81            | 51 (2022)                         | 3,7                |
| Floure                | 11146      | Flouréens        | 4,25             | 427 (2022)                        | 100                |
| Fontiès-d'Aude        | 11151      | Fontiesois       | 6,07             | 555 (2022)                        | 91                 |
| Labastide-en-Val      | 11179      | Labastidois      | 11,7             | 89 (2022)                         | 7,6                |
| Laure-Minervois       | 11198      | Lauranais        | 39,23            | 1 030 (2022)                      | 26                 |
| Lavalette             | 11199      | Lavalettois      | 6,55             | 1 572 (2022)                      | 240                |
| Lespinassière         | 11200      | Lespinassiérois  | 16,24            | 136 (2022)                        | 8,4                |
| Leuc                  | 11201      | Leucois          | 11,28            | 823 (2022)                        | 73                 |
| Limousis              | 11205      | Limosinals       | 9,92             | 124 (2022)                        | 12                 |
| Malves-en-Minervois   | 11215      | Malvais          | 4,88             | 880 (2022)                        | 180                |
| Marseillette          | 11220      | Marseillettois   | 11,17            | 706 (2022)                        | 63                 |
| Mas-des-Cours         | 11223      | Mascoursais      | 7,55             | 23 (2022)                         | 3                  |
| Mayronnes             | 11227      | Mayronnais       | 11,86            | 44 (2022)                         | 3,7                |
| Montclar              | 11242      | Clarimontois     | 11,31            | 177 (2022)                        | 16                 |
| Montirat              | 11248      | Montiratois      | 12,67            | 67 (2022)                         | 5,3                |
| Montolieu             | 11253      | Montolivains     | 23,65            | 829 (2022)                        | 35                 |
| Monze                 | 11257      | Monzois          | 13,96            | 243 (2022)                        | 17                 |
| Moussoulens           | 11259      | Moussoulenois    | 19,6             | 988 (2022)                        | 50                 |
| Palaja                | 11272      | Palajanais       | 14,69            | 2 692 (2022)                      | 183                |
| Pennautier            | 11279      | Pennautierois    | 17,78            | 2 875 (2022)                      | 162                |
| Pépieux               | 11280      | Pépieuxois       | 9,85             | 1 105 (2022)                      | 112                |
| Peyriac-Minervois     | 11286      | Peyriacois       | 10,19            | 1 142 (2022)                      | 112                |
| Pezens                | 11288      | Pezenais         | 11,11            | 1 598 (2022)                      | 144                |
| Pomas                 | 11293      | Pomasiens        | 10,15            | 985 (2022)                        | 97                 |
| Preixan               | 11299      | Preixanais       | 8,56             | 637 (2022)                        | 74                 |
| Puichéric             | 11301      | Puichéricois     | 13,21            | 1 194 (2022)                      | 90                 |
| Raissac-sur-Lampy     | 11308      | Raissacais       | 5,23             | 466 (2022)                        | 89                 |
| La Redorte            | 11190      | Redortais        | 13,49            | 1 275 (2022)                      | 95                 |
| Rieux-en-Val          | 11314      | Rieux-en-Valois  | 6,9              | 86 (2022)                         | 12                 |
| Rieux-Minervois       | 11315      | Mérinvillois     | 21,19            | 1 966 (2022)                      | 93                 |
| Rouffiac-d'Aude       | 11325      | Rouffiacois      | 5,24             | 493 (2022)                        | 94                 |
| Roullens              | 11327      | Roullenois       | 7,89             | 581 (2022)                        | 74                 |
| Rustiques             | 11330      | Rustiquois       | 6,47             | 515 (2022)                        | 80                 |
| Saint-Frichoux        | 11342      | Saint-Frichosais | 6,33             | 225 (2022)                        | 36                 |
| Saint-Martin-le-Vieil | 11357      | Martinvieillois  | 13,25            | 214 (2022)                        | 16                 |
| Sainte-Eulalie        | 11340      | Sainte-Eulaliens | 6,5              | 569 (2022)                        | 88                 |
| Sallèles-Cabardès     | 11368      | Sallèlois        | 6,82             | 117 (2022)                        | 17                 |
| Serviès-en-Val        | 11378      | Serviésois       | 6,5              | 207 (2022)                        | 32                 |
| Taurize               | 11387      | Taurizais        | 8,34             | 106 (2022)                        | 13                 |
| Trassanel             | 11395      | Trassanelois     | 4,34             | 26 (2022)                         | 6                  |
| Trausse               | 11396      | Traussois        | 10,7             | 609 (2022)                        | 57                 |
| Trèbes                | 11397      | Trébéens         | 16,36            | 5 386 (2022)                      | 329                |
| Val-de-Dagne          | 11251      |                  | 50,11            | 731 (2022)                        | 15                 |
| Ventenac-Cabardès     | 11404      | Ventenacais      | 10,36            | 959 (2022)                        | 93                 |
| Verzeille             | 11408      | Verzeillais      | 5,21             | 457 (2022)                        | 88                 |
| Villalier             | 11410      | Villaliérois     | 7,7              | 968 (2022)                        | 126                |
| Villar-en-Val         | 11414      | Villarois        | 11,42            | 23 (2022)                         | 2                  |
| Villarzel-Cabardès    | 11416      | Villarzelais     | 6,38             | 270 (2022)                        | 42                 |
| Villedubert           | 11422      | Villedubertais   | 3,04             | 340 (2022)                        | 112                |
| Villefloure           | 11423      | Villeflourois    | 16,69            | 157 (2022)                        | 9,4                |
| Villegailhenc         | 11425      | Villegailhencois | 4,78             | 1 687 (2022)                      | 353                |
| Villegly              | 11426      | Villeglygeois    | 9,83             | 1 227 (2022)                      | 125                |
| Villemoustaussou      | 11429      | Villemachois     | 11,94            | 4 434 (2022)                      | 371                |
| Villeneuve-Minervois  | 11433      | Villenovois      | 23,85            | 980 (2022)                        | 41                 |
| Villesèquelande       | 11437      | Villeséquois     | 5,35             | 875 (2022)                        | 164                |
| Villetritouls         | 11440      | Villetritoulois  | 4,88             | 34 (2022)                         | 7                  |

### Démographie
| 1968   | 1975   | 1982   | 1990   | 1999   | 2010    | 2015    | 2021    |
| ------ | ------ | ------ | ------ | ------ | ------- | ------- | ------- |
| 85 936 | 85 838 | 89 680 | 95 656 | 98 386 | 109 553 | 112 066 | 113 827 |

## Administration

### Siège
Le siège de la communauté d'agglomération est situé à Carcassonne.

### Les élus
Le conseil communautaire de la communauté d'agglomération se compose de 128 conseillers, représentant chacune des communes membres et élus pour une durée de six ans.
Ils sont répartis comme suit :
| Nombre de conseillers | Communes                       |
| --------------------- | ------------------------------ |
| 39                    | Carcassonne                    |
| 4                     | Trèbes                         |
| 3                     | Villemoustaussou               |
| 2                     | Conques-sur-Orbiel, Pennautier |
| 1 (+1 suppléant)      | les 78 autres communes         |

### Présidents de la communauté d'agglomération
A l'issue des élections municipales et communautaires de 2020, Régis Banquet, maire d'Alzonne, est réélu président de la communauté d'agglomération.
| Nom | Nom               | Parti        | Début         | Fin           | Fonctions                       | Informations                                                                                             |
| --- | ----------------- | ------------ | ------------- | ------------- | ------------------------------- | --- |
|     | Raymond Chesa     | RPR puis UMP | 2001          | 2005          | Maire de Carcassonne            | Décédé en cours de mandat                                                                                |
|     | Gérard Larrat     | UMP          | 2005          | 2009          | Maire de Carcassonne            | Premier adjoint de Raymond Chesa, réélu en 2008 mais élections invalidées en 2009, réélu en 2014 et 2020 |
|     | Christian Raynaud | PS           | Juin 2009     | Octobre 2009  | Maire de Villemoustaussou       | Président par intérim                                                                                    |
|     | Alain Tarlier     | PS           | Octobre 2009  | 11 avril 2014 | Adjoint au maire de Carcassonne | Adjoint de Jean-Claude Perez                                                                             |
|     | Régis Banquet     | PS           | 11 avril 2014 | En fonction   | Maire d'Alzonne                 | |

### Compétences

#### Compétences obligatoires
- Développement Economique
- Aménagement de l'espace communautaire: SCOT et Transports (Carcassonne Agglo Transport, ex-Agglobus)
- Équilibre social de l'habitat
- Politique de la Ville

#### Compétences optionnelles
- Voirie d'intérêt communautaire
- Construction, Aménagement, Entretien d’équipements culturels, sportifs et de Loisirs d’intérêt communautaire: Conservatoire, Médiathèques, Piscines, Espaces de loisirs (Lac de la Cavayère et Lac de Jouarres)
- Solidarité et action sociale (Carcassonne Agglo Solidarité - CIAS)

#### Compétences facultatives
- Eau et assainissement
- Environnement et cadre de vie
- Ruralité - Viticulture - Agriculture
- Développement touristique
- Nouvelles technologies de l'information et des communications
- Préventions des inondations et des risques majeurs
- Mise en valeur des espaces naturels

### Régime fiscal et budget
Le régime fiscal de la communauté d'agglomération est la fiscalité professionnelle unique (FPU).

## Identité visuelle (logo)

Ancien logo de la Communauté d'Agglomération du Carcassonnais de 2001 à 2011
Logo actuel de Carcassonne Agglo depuis le 8 avril 2011

## Projets et réalisations